# K.u.k. FB 3.01–24

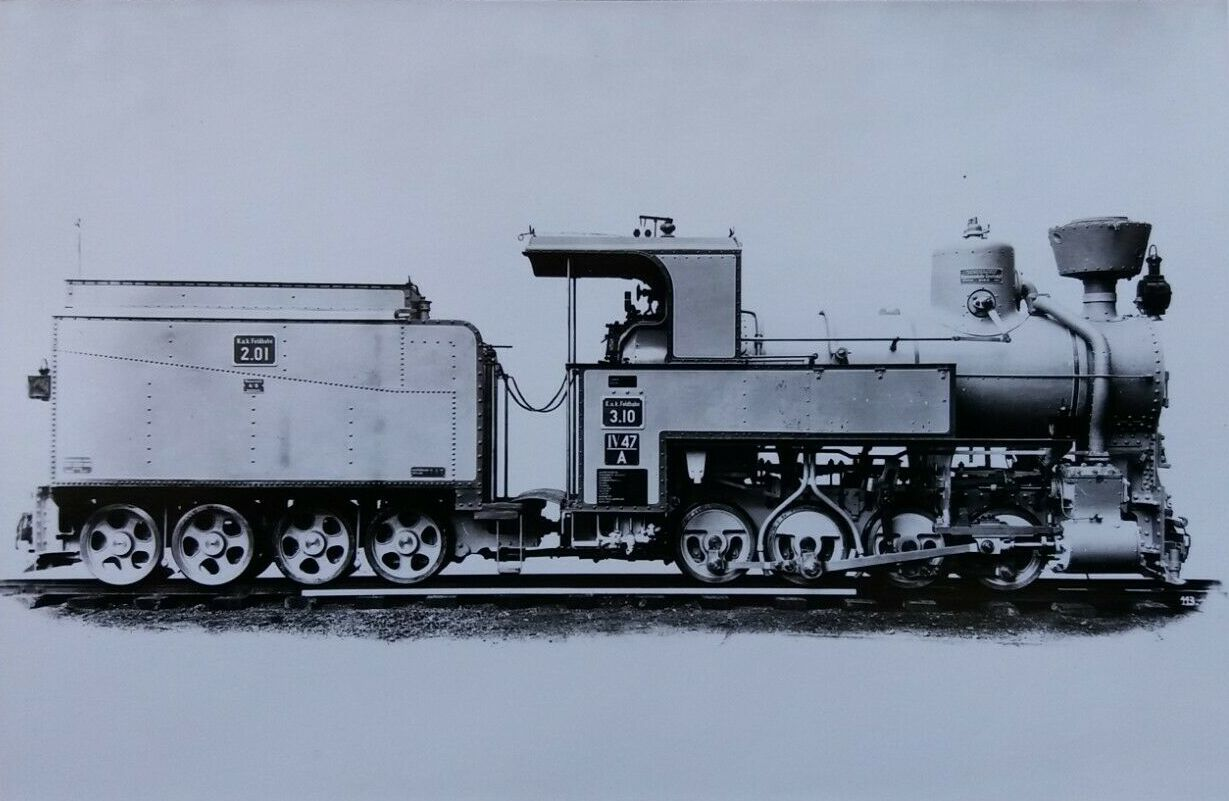
Werksfoto der k.u.k. FB 3.10 und des Tenders 2.01 der Lokomotivfabrik der StEG bei Auslieferung

Die Dampflokomotivreihe kkStB FB 3 war eine Schmalspur-Schlepptenderlokomotivreihe der k.u.k Feldbahn.
Die 24 Stück dieser kleinen Lokomotiven mit 700 mm Spurweite wurden von der Lokomotivfabrik der StEG, von der Wiener Neustädter Lokomotivfabrik und von der MÁVAG 1907 und 1908 gefertigt.
Nach dem Ersten Weltkrieg kamen neun Stück zur Dolomitenbahn, die sie auf 760 mm umspurte.
Eine kam nach Polen als PKP D6-4311, die 1942 mit 750 mm Spurweite zur Deutschen Reichsbahn kam, eine zur CFF als 704.210 und eine blieb in Österreich bei der Waldbahn Reichraming (760 mm), von wo sie 1922 zur Zuckerfabrik Hirm kam.
Die als 99 2571 eingereihte ehemalige PKP-Lokomotive verblieb nach 1945 bei der Deutschen Reichsbahn in der Sowjetischen Besatzungszone bzw. der Deutschen Demokratischen Republik und wurde später zur 99 4051.
1917 baute die StEG noch ein weiteres Exemplar dieser Baureihe. Diese landete als CFF 704.209 in Rumänien und blieb im Freilicht-Dampflokomotiven-Museum Reșița erhalten. 